# 이천희
이천희(李天熙, 1979년 2월 19일 ~ )는 대한민국의 배우이다. 1997년 패션 모델로 첫 데뷔를 하였고 2003년 영화 《바람난 가족》의 단역을 통해 정식 영화배우로 데뷔하였다. 신장 188cm이다. 혈액형 B형이다. 2008년 SBS 예능 패밀리가 떴다에서 영화배우 김수로와 '계모와 신데렐라' 컨셉의 케미를 선보이며 어딘가 엉성하고 모자라단 뜻으로 '엉성천희'란 별명이 생기며 많은 인기를 누렸다.

## 학력
- 백운중학교
- 평촌고등학교
- 서울예술대학 연극과

## 출연작

### 드라마
- 2005년 MBC 단막극 《MBC 베스트극장 - 내 인생의 네비게이터》 ... 현수 역
- 2005년 SBS 미니시리즈 《온리 유》 ... 정현성 역
- 2005년 KBS2 단막극 《드라마시티 - 여름, 이별이야기》 ... 성엽 역
- 2005년 MBC 미니시리즈 《가을 소나기》 ... 김수형 역
- 2007년 KBS2 미니시리즈 《한성별곡》 ... 양만오 역
- 2008년 KBS1 대하드라마 《대왕 세종》 ... 장영실 역
- 2009년 SBS 주말연속극 《그대, 웃어요》 ... 서성준 역
- 2010년 MBC 미니시리즈 《로드 넘버원》 ... 공병대 중위 역(19회 특별출연)
- 2010년 MBC 주말연속극 《글로리아》 ... 하동아 역
- 2011년 KBS2 단막극 《KBS 드라마 스페셜 - 미련》 ... 하인성 역
- 2012년 SBS 미니시리즈 《부탁해요 캡틴》 ... 강동수 역
- 2012년 KBS2 단막극 《KBS 드라마 스페셜 - 내가 우스워 보여?》 ... 한동규 역
- 2012년 MBC 금요드라마 《천 번째 남자》 ... 김응석 역
- 2013년 KBS2 드라마 스페셜 연작 시리즈 《동화처럼》 ... 김명제 역
- 2013년 tvN 미니시리즈 《연애조작단; 시라노》 ... 차승표 역
- 2013년 SBS 수목미니시리즈 《주군의 태양》 ... 유진우 역
- 2015년 KBS2 금토드라마 《프로듀사》 ... 이민철 역
- 2015년 KBS 월화미니시리즈 《너를 기억해》 ... 강은혁 역
- 2018년 tvN 단막극 《드라마 스테이지 - 우리 집은 맛나 된장 맛나》 ... 장기복 역
- 2018년-2019년 MBC 주말특별기획 《신과의 약속》 ... 송민호 역
- 2021년 JTBC 수목드라마 《로스쿨》 ... 박근태 역
- 2023년 지니 TV 월화드라마 《종이달》 ... 성지훈 역

### 영화
- 2003년 《바람난 가족》 ... 연의 새애인 역
- 2004년 《빙우》 ... 최병훈 역
- 2004년 《그녀를 믿지 마세요》 ... 영득 역
- 2004년 《늑대의 유혹》 ... 유원 역
- 2005년 《태풍태양》 ... 갑바 역
- 2006년 《뚝방전설》 ... 기성현 역
- 2008년 《허밍》 ... 준서 역
- 2008년 《아름답다》 ... 은철 역
- 2009년 《10억》 ... 최욱화 역
- 2011년 《마이 블랙 미니드레스》 ... 수환 역 (우정출연)
- 2012년 《바비》 ... 이망택 역
- 2012년 《남영동1985》 ... 김 계장 역
- 2014년 《개를 훔치는 완벽한 방법》 ... 수영 역
- 2015년 《돌연변이》 ... 상원 역
- 2018년 《데자뷰》 ... 차인태 역 (본작의 메인 남주인공. 그리고 만악의 근원이자 진 최종 보스)
- 2018년 《도어락》 ... 김성호 역
- 2019년 《애월》 ... 이철이 역
- 2020년 《앙상블》 ... 만식 역

### 예능
- 2008년 《일요일이 좋다 - 패밀리가 떴다》 (SBS)
- 2016년 《오시면 좋으리》 (MBN)
- 2016년 《렛미홈》 (tvN)
- 2016년 《정글의 법칙》 (SBS)
- 2017년 《싱글와이프》 (SBS)
- 2019년 《문제적 보스》 (tvN)
- 2019년 《바다가 들린다》 (MBN)
- 2021년 《오늘부터 무해하게》 (KBS2)

## 광고
- 2003년 카스맥주
- 2003년 도미노피자
- 2011년 에쓰오일
- 2009년 금호아시아나
- 2009년 팔도 일품해물라면
- 2008년 애니콜 햅틱
- 2008년 베스킨라빈스
- 2008년 삼성 CMA 플러스

## 수상 및 후보
| 연도 | 시상식       | 부문                             | 작품          | 결과 |
| ---- | ------------ | -------------------------------- | ------------- | ---- |
| 2010 | MBC 연기대상 | 남자 우수상                      | 글로리아      | 후보 |
| 2012 | SBS 연기대상 | 미니시리즈부문 남자 우수연기상   | 부탁해요 캡틴 | 후보 |
| 2018 | MBC 연기대상 | 주말특별기획부문 남자 우수연기상 | 신과의 약속   | 후보 |

## 같이 보기
- 전혜진